# First lady
First lady of First gentleman is een onofficiële titel oorspronkelijk afkomstig uit de Verenigde Staten van Amerika die gewoonlijk wordt gebruikt voor de partner van een niet-monarchaal staatshoofd.
De titel wordt ook gebruikt voor de partner van een regeringsleider die niet tevens staatshoofd is zoals in Ierland en Australië. De term wordt tevens gebruikt om een persoon te beschrijven die wordt gezien als de top van zijn beroep of vakgebied..
In de Verenigde Staten is het een ceremoniële nevenfunctie die ingevuld wordt door het houden van ontvangsten, actief zijn in liefdadigheidscomités en het vergezellen van de partner op officiële bijeenkomsten. In andere landen varieert de invulling van de nevenfunctie.
Personen die mede door hun werkzaamheden als First Lady bekendheid verwierven zijn:
- Benazir Bhutto (Pakistan), politicus en premier
- Jill Biden (Verenigde Staten), leraar
- Carla Bruni (Frankrijk), model en zangeres
- Barbara Bush (Verenigde Staten), huisvrouw
- Elena Ceaușescu (Roemenië), ambtenaar en vicepresident
- Hillary Clinton (Verenigde Staten), jurist en politicus
- Cristina Fernández de Kirchner (Argentinië), advocaat en politicus
- Betty Ford (Verenigde Staten), model, meubelverkoopster en auteur
- Raisa Gorbatsjova (Sovjet-Unie), leraar en pedagoog
- Jacqueline Kennedy Onassis (Verenigde Staten), journalist en literair redacteur
- Brigitte Macron (Frankrijk), docent literatuur
- Imelda Marcos (Filipijnen), model
- Song Meiling (Taiwan), schilderes en politica
- Akie Abe (Japan), radio-dj
- Peng Liyuan (China), klassiek sopraanzangeres
- Michelle Obama (Verenigde Staten), jurist
- Eva Perón (Argentinië), actrice
- Nancy Reagan (Verenigde Staten), actrice
- Sandra Roelofs (Georgië), tolk-vertaler en docent
- Eleanor Roosevelt (Verenigde Staten), ambassadeur Verenigde Naties
- Khaleda Zia (Bangladesh), politicus en premier
- Kim Hea-kyung (Zuid-Korea), pianist
- Ngô Phương Ly (Vietnam), journalist